# Polly Hill Arboretum
Das Polly Hill Arboretum (historisch Barnard’s Inn Farm und Samuel Washington Adams House) ist ein als Arboretum angelegter Botanischer Garten in West Tisbury im Bundesstaat Massachusetts der Vereinigten Staaten auf dem Grundstück eines ehemaligen Bauernhofs. Die Einrichtung wurde 2015 als Historic District in das National Register of Historic Places aufgenommen.

## Geschichte und historische Bedeutung
Die Gegend um das heutige West Tisbury wurde Mitte des 17. Jahrhunderts besiedelt, nachdem der in Watertown lebende Engländer Thomas Mayhew 1642 die Patentrechte an der Insel erworben hatte. Während der Kolonialzeit bildeten neben dem Fischfang und vereinzelten Webereien vor allem Landwirtschaft und Viehzucht die ökonomische Basis dieses Teils von Martha’s Vineyard.
1670 kaufte Henry Luce ein 40 Acres (16,2 ha) großen Teil des Grundstücks, auf dem sich heute das Arboretum befindet. Es blieb für nahezu 200 Jahre im Eigentum der Familie. Historiker waren zunächst der Meinung, dass der nördliche Teil des heute noch stehenden Barnard Luce House 1670 gebaut wurden, jedoch führten aktuelle Untersuchungen zu der Erkenntnis, dass sie – ebenso wie der südliche Teil der Far Barn – aus den Jahren um 1750 stammen. Der Standort des ersten Wohnhauses der Familie Luce ist daher unbekannt.
Henrys Ururenkel Barnard Luce erwarb das Grundstück 1817 und vergrößerte das Wohnhaus zwischen 1820 und 1850. Er war als Schafzüchter tätig und besaß eine Herde mit 60 Tieren; erhaltene Aufzeichnungen geben zudem zwei Kühe, zwei Arbeitsochsen und ein Schwein als seinen Tierbestand an. Sein südlicher Nachbar Washington Adams betrieb mit einer Herde von 75 Tieren ebenfalls Schafzucht. Dieser Wirtschaftszweig ging auf der Insel Mitte des 19. Jahrhunderts jedoch stark zurück, sodass die Bestände von über 20.000 Tieren im Jahr 1778 auf gut 5.500 im Jahr 1850 schrumpften. Dennoch war die Schafzucht nach wie vor lukrativ, weil es insbesondere zur Produktion der „Vineyard Satinet“ genannten Kleidung eine beständige große Nachfrage nach Wolle gab.
Barnards Witwe Mary verkaufte das Grundstück 1860, wodurch es nach mehreren Eigentümerwechseln an Benjamin Bartlett Smith und Albert Littlefield fiel. Die Geschäftsleute aus Maine führten die Schafzucht bis mindestens 1890 fort. Zwischen 1870 und 1888 kauften sie mehr als 400 Acres (1,6 km²) an die Farm grenzendes Land und erweiterten ihren Betrieb dadurch erheblich. Viele der heutigen Gebäude und Anlagen des Arboretums stammen ebenfalls aus dieser Zeit.
Albert Littlefield heiratete 1878 Benjamin Bartlett Smiths Schwester Henrietta, die nach seinem Tod 1907 dessen Anteil der Farm und 1915 auch den Teil ihres unverheirateten Bruders erbte, wodurch sie zur alleinigen Eigentümerin wurde. Nach ihrem Tod 1920 ging das Eigentum auf ihre drei Kinder Effie E., Edson Forrest und Mindwell A. über. Anfang des 20. Jahrhunderts hatte der Import von Wolle aus Übersee den lokalen Schafzüchtern die Geschäftsgrundlage entzogen, und die steigende Zahl an saisonalen Gästen während der Sommermonate führte dazu, dass immer mehr Bauern von der Schafzucht zur Haltung von Milchkühen übergingen. West Tisbury ist bis heute das landwirtschaftliche Zentrum der Insel Martha’s Vineyard. Die Gebäude auf dem Gelände des Polly Hill Arboretums repräsentieren die kontinuierliche landwirtschaftliche Nutzung von der Mitte des 17. bis zum Beginn des 20. Jahrhunderts und daher auch einen wichtigen Teil der historischen Entwicklung der Region.

## Beschreibung des Distrikts
Der heute im NRHP eingetragene Distrikt umfasst zwei Grundstücke, die zuvor als Barnard’s Inn Farm (ca. 1750) und Samuel Washington Adams House (1844) bekannt waren. Der Distrikt ist 72 Acres (29,1 ha) groß und befindet sich auf der Westseite der Insel Martha’s Vineyard 1,2 mi (1,9 km) außerhalb von West Tisbury. Zum Eintrag gehören 13 Contributing Properties sowie 7 als noncontributing – also als nicht zur historischen Bedeutung beitragend – bewertete Bauwerke bzw. Objekte. Die im 20. Jahrhundert von der Namensgeberin Polly Hill angelegten Pflanzungen sind über den gesamten Distrikt verstreut, während mit 40 Acres (16,2 ha) der größte Teil des Grundstücks aus Wald besteht. Mit der Öffnung des Arboretums für die Öffentlichkeit im Jahr 1997 wurden weitere Gebäude wie ein Besucherzentrum, Toilettenanlagen und einige Gewächshäuser hinzugefügt. Der Distrikt repräsentiert eine 300-jährige Entwicklung von einer kolonialen Farm über eine Sommerfrische bis zum heutigen Arboretum.

### Contributing Properties

#### Barnard Luce House
Das ca. 1750 errichtete und im 19. Jahrhundert erweiterte Barnard Luce House ist eineinhalb Stockwerke hoch. Die Vorderseite des mit Holzschindeln verkleideten Gebäudes ist nach Osten ausgerichtet. Bis 1926 wurde es ganzjährig als Wohnhaus genutzt und wurde dann von Polly Hills Eltern erworben, um es als Sommerfrische zu nutzen. In den 1930er Jahren wandelten sie eine Scheune auf dem Grundstück in ihr neues Sommerhaus (Cowbarn Residence) um und nutzten das ältere Gebäude fortan als Gästehaus. 1998 wandelte die Betreibergesellschaft des Arboretums das Haus in ein Bürogebäude um.

#### Cowbarn Residence
Die zweistöckige Cowbarn Residence liegt nordwestlich des Luce House und wurde ca. 1860 als Scheune errichtet, jedoch zwischen 1933 und 1934 durch umfangreiche Baumaßnahmen in ein Wohnhaus umgewandelt, in dem Polly Hill bis 2004 während der Sommermonate wohnte. Mit der Einrichtung des Arboretums wurde es renoviert und seitdem als Bibliothek genutzt.

#### Turnhalle
Das 28 ft (8,5 m) mal 20 ft (6,1 m) große, nach Norden ausgerichtete Gebäude ist eineinhalb Stockwerke hoch und wurde ca. 1870 westlich des Luce House als Scheune errichtet. Die neuen Eigentümer bauten es in den 1930er Jahren in einen überdachten Spielplatz mit Sportgeräten wie Turnringen, einem Trapez und Kletterwänden um. Später wurde das obere halbe Stockwerk mit Schlafräumen ausgestattet. Das Arboretum nutzte das Gebäude bis 2009 als Wartungs- und Werkstattgebäude, aktuell steht es leer.

#### Pflanzhaus
Das 144 ft² (13,4 m²) große Gebäude, in dem die Pflanzen in Pflanztöpfe eingesetzt werden, wurde ca. 1870 errichtet und befindet sich unmittelbar neben der Turnhalle. Es ist einstöckig und verfügt über ein Giebeldach.

#### Far Barn
Nordwestlich des Luce House befindet sich ein 29 ft (8,8 m) mal 26 ft (7,9 m) großes Gebäude, das als Far Barn (deutsch wörtlich „entfernt gelegene Scheune“) bezeichnet wird. Es wurde ca. 1750 errichtet und 1860 sowie 1920 erweitert. Heute befinden sich dort Schulungs- und Veranstaltungsräume.

#### Schlachthaus
Das ehemalige Schlachthaus des Bauernhofs ist 16 ft (4,9 m) mal 15 ft (4,6 m) groß und steht an der südwestlichen Ecke der Far Barn.

#### Samuel Washington Adams House
Das 1844 errichtete Haus steht südlich des Luce House und besitzt einen L-förmigen Grundriss. Die Außenwände sind mit Holz-, das Dach ist mit Asphaltschindeln verkleidet. Seit 2002 gehört das Gebäude zum Arboretum und wird seit 2013 als Unterkunft für Angestellte genutzt.

#### Feuerstelle
Nordwestlich der Far Barn befindet sich eine 1940 errichtete Feuerstelle, die aus rund geschliffenen Steinen und großen Sturzträgern aus Granit besteht. Ihr Aufbau verjüngt sich schornsteinförmig nach oben. Auf der Ofentür ist die Inschrift „Barnards Inn Farm 1940“ zu lesen. Die Steine sind heute mit Flechten und Kletterpflanzen bedeckt.

#### Polly Hill Landscape
Als Polly Hill Landscape werden die von Polly Hill angelegten bzw. gepflegten Pflanzungen bezeichnet, deren Ursprünge bis 1860 zurückreichen. Sie umfassen Kulturgärten im östlichen Teil des Distrikts, Felder und Wiesen im Norden, Westen und Süden sowie Waldgebiete mit Eichen-, Buchen- und Hickorybeständen im Norden und Westen, die knapp zwei Drittel des Distrikts ausmachen. Zu den Besonderheiten zählen die Dogwood Allée, einige Robinien sowie mehrere Reihenpflanzungen mit Koniferen. Die Landschaft liegt insgesamt zwischen 60 ft (18,3 m) und 150 ft (45,7 m) über der Meereshöhe.

#### Straßen- und Wegesystem
Die zwischen 1860 und 1964 angelegten Wege ziehen sich durch das gesamte Grundstück und verbinden die einzelnen Bereiche miteinander.

#### Steinwälle
Die an vielen Stellen zu sehenden Wälle aus unterschiedlich großen, ohne Mörtel aufgeschichteten Granitsteinen wurden in der Zeit von 1860 bis 1960 angelegt und teilen den Distrikt in abgrenzbare Bereiche auf. Die älteren Mauern umgrenzen die nördlichen und westlichen Felder des ehemaligen Bauernhofs, der 1960 angelegte Teil führt zum heutigen Besucherzentrum.

#### Umzäunung
Die Zäune umgrenzen die südwestliche Ecke des nördlichen Feldes von der Straße bis zur Far Barn und wurden zu Beginn des 20. Jahrhunderts aufgestellt.

#### Dogwood Allée
Polly Hill pflanzte die Dogwood Allée im Jahr 1964, die aus neun Paaren des namensgebenden Asiatischen Blüten-Hartriegels (englisch kousa dogwood) besteht. Sie verläuft über eine Strecke von rund 284 ft (86,6 m) in Nord-Süd-Richtung nahe der ehemaligen Barnard’s Inn Farm von der Turnhalle bis zu einem ehemaligen Obstgarten.

### Noncontributing Properties
Als nicht zur historischen Relevanz beitragend bewertet wurden eine 2009 als Ersatz für die Turnhalle errichtete Werkstatt, das Besucherzentrum (1998), Toilettenanlagen (1998), eine Anfang des 20. Jahrhunderts errichtete und 2006 zu einem Bürogebäude umgebaute Garage, ein 2006 gebautes Gewächshaus, ein 1973 von Polly Hill angelegter, umzäunter Gartenbereich für Jungpflanzen sowie ein moderner Aufzuchtbereich aus dem Jahr 2014.